# Condado de Ulster
O Condado de Ulster (em inglês:  Ulster County) é um dos 62 condados do estado americano de Nova Iorque. A sede e localidade mais populosa do condado é Kingston. Foi fundado em 1683.
O condado tem uma área de 3 010 km², dos quais 2 910 km² estão cobertos por terra e 100 km² por água, uma população de 182 493 habitantes, e uma densidade populacional de 62,7 hab/km² (segundo o censo nacional de 2010).